# Villalfonsina
Villalfonsina község (comune) Olaszország Abruzzo régiójában, Chieti megyében.

## Fekvése
A megye északkeleti részén fekszik. Határai: Casalbordino, Paglieta és Torino di Sangro.

## Története
Első írásos említése a 16. századból származik. Ludovico Ariosto is megemlíti az Orlando furioso című alkotásában. A következő századokban nemesi birtok volt. Önállóságát a 19. század elején nyerte el, amikor a Nápolyi Királyságban felszámolták a feudalizmust.

## Népessége
A népesség számának alakulása:

## Főbb látnivalói
- Villa Adami
- Madonna del Buon Consiglio-templom